# 堀内岩雄
堀内岩雄（日语：／ Horiuchi Iwao，1941年12月9日—2015年3月4日），日本男子摔跤运动员。他曾代表日本参加1964年和1968年夏季奥林匹克运动会摔跤比赛，其中1964年奥运会获得一枚铜牌。